# R'Bonney Gabriel
R'Bonney Nola Gabriel (Houston, 20 de março de 1994) é uma modelo e rainha da beleza dos Estados Unidos eleita Miss Universo 2022 em Nova Orleães, Luisiana, Estados Unidos.

## Biografia
Gabriel nasceu em Houston, Texas, filho de pai filipino, Remigio Bonzon "R. Bon" Gabriel, e de mãe americana, Dana Walker. Ela tem três irmãos mais velhos. Seu pai nasceu nas Filipinas e é natural de Manila. Ele imigrou para o estado de Washington aos 25 anos e obteve seu doutorado em psicologia na Universidade do Sul da Califórnia. Sua mãe é de Beaumont, Texas.
Gabriel se formou na Universidade do Norte do Texas com bacharelado em design de moda com especialização em fibras. Ela agora trabalha como designer criando roupas ecológicas e como modelo.

## Concurso de beleza
Sua primeira incursão no esplendor foi quando ela se juntou ao Miss Kemah USA 2020, onde ficou entre as 5 finalistas.

### Miss Texas USA
Ela competiu no Miss Texas USA 2021 como Miss Harris County e foi 2.ª colocada para Victoria Hinojosa de McAllen. Ela se juntou ao Miss Texas USA mais uma vez e conquistou o título em 2 de julho de 2022 no Hilton Houston Post Oak em Houston.

### Miss Universo 2022
Como Miss EUA 2022, Gabriel representou os Estados Unidos no concurso Miss Universo 2022. Na competição, Gabriel avançou para o top 16, depois para o top 5 e finalmente para o top 3, antes de ser anunciado como o vencedor da competição e ser sucedido por Harnaaz Sandhu da Índia. Ela se tornou a 9ª representante dos Estados Unidos a conquistar o título.

Nola com o presidente de El Salvador Nayib Bukele em outubro de 2023
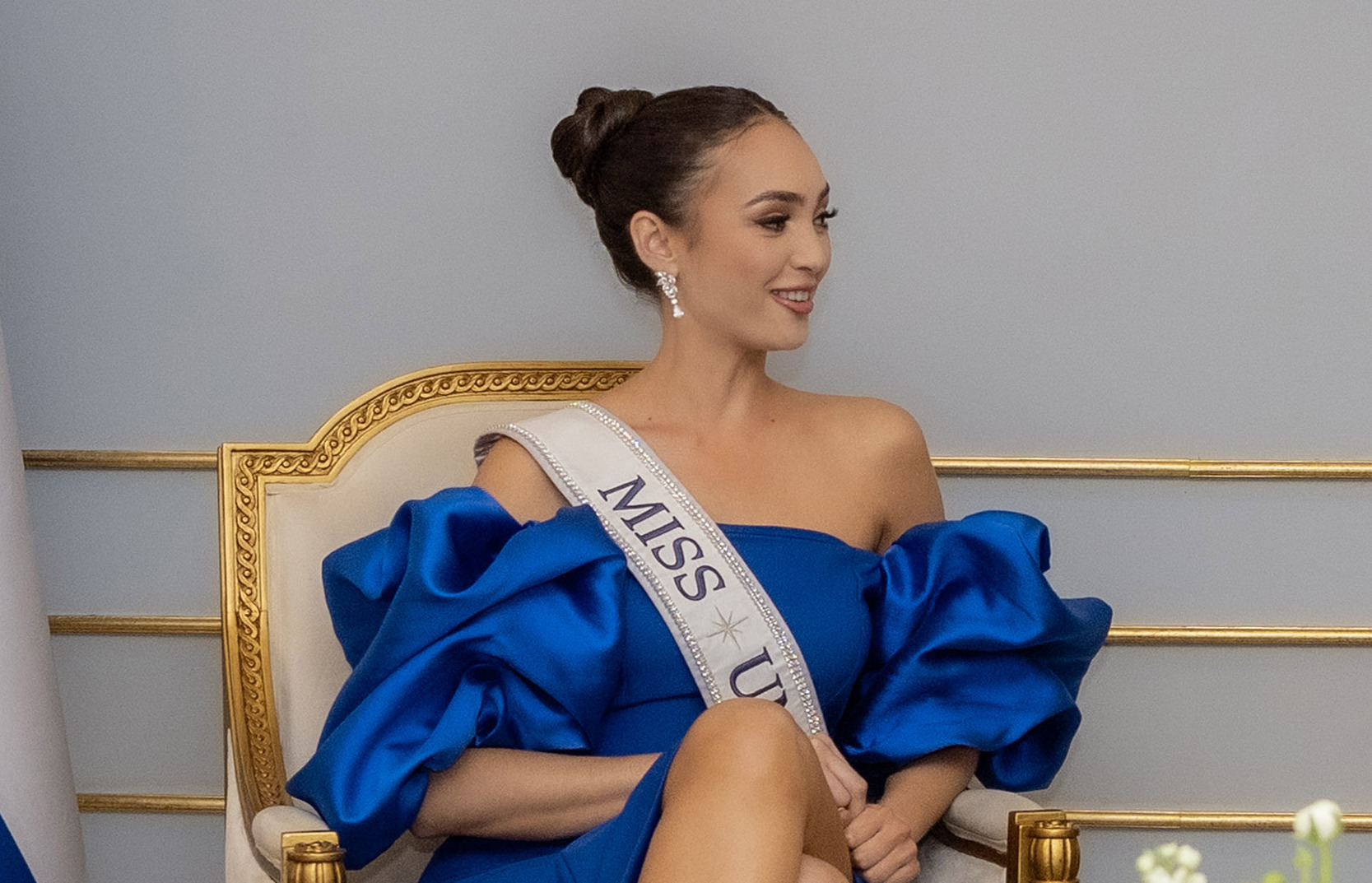
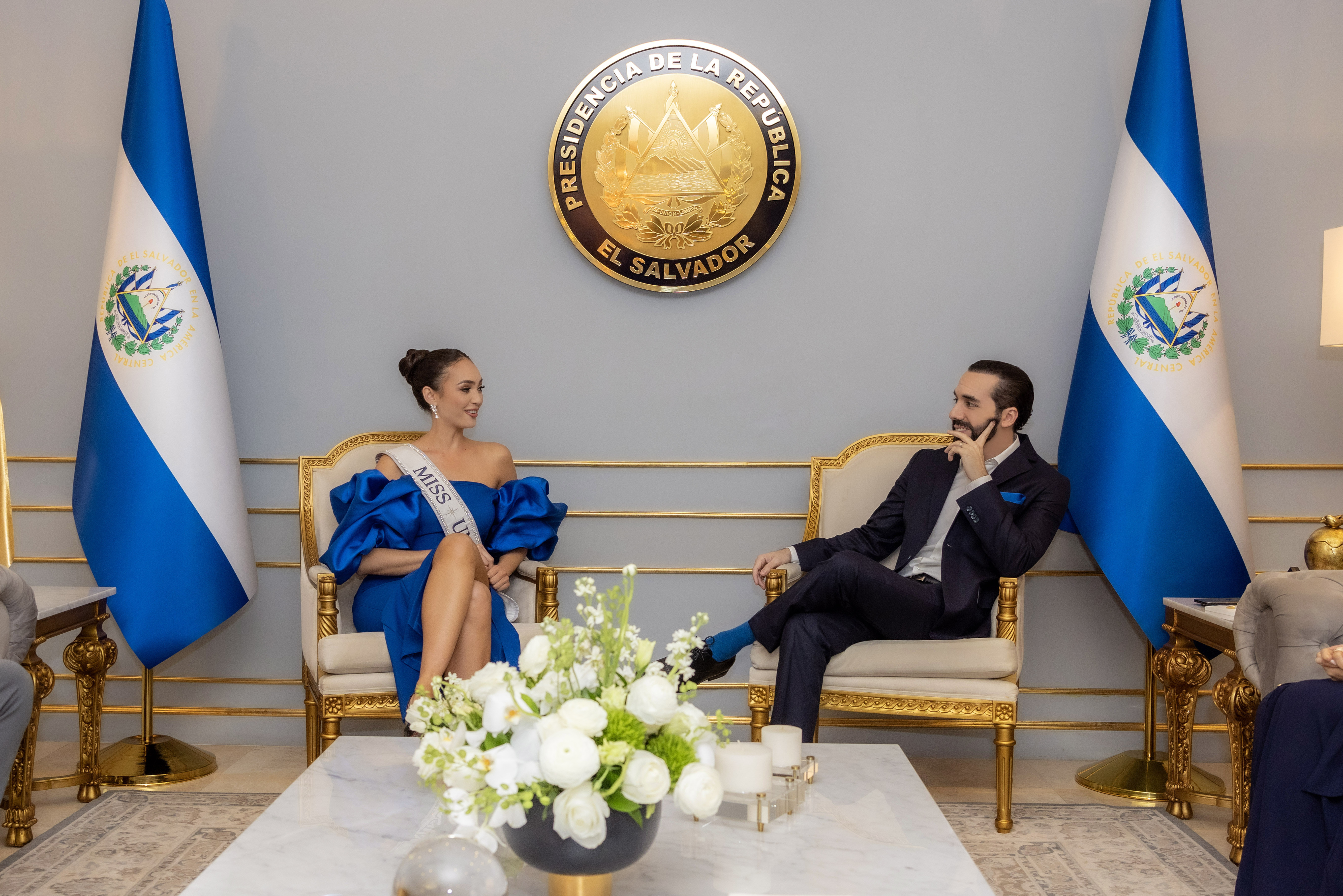